# 高校生新聞
高校生新聞（こうこうせいしんぶん）は、株式会社スクールパートナーズが発行する高校生向けのこども新聞。1993年10月創刊。基本的に月刊（毎月10日発行）であるが、7月・8月は合併号として7月10日に発行される。全面カラー。2006年9月からは高校生スポーツを高校生新聞と合併して発行（右から読むと高校生新聞、左から読むと高校生スポーツ）。全国展開・一般読者への販売は2005年4月から。キャッチコピーは「日本の高校生を応援する」。

## 紙面
- 全国の活躍している高校生の紹介
- 有名人へのインタビュー
- 大学紹介 - しばしば臨時増刊号として一地域や一大学だけを取り上げた別刷りの紙面が挟み込まれる。
- 全国高等学校総合文化祭に関する情報

### 連載
- 部活動ism - 全国の高校の文化部・体育部を紹介する。
- 授業の現場 - 全国の高校で行われた変わった授業を紹介する。
- キラリ生徒会 - 全国の高校の生徒会活動での取り組みを紹介する。
- 高校TOPIX
- はいすくーるPhoto Album
- ニュース早わかり - 前月のわかりにくいニュースを平易な言葉で解説する。取り上げるニュースは読者から募集している。協力は共同通信社。
- シリーズなぜ学ぶの?
- 今日からなれる勉強の達人
- トキメキ科学
- 今月のオススメ!イチオシCHECK
- ぼくらはどう生きるか
- うずらのクラス - 4コママンガ。
- クイズ高校生の常識
- パズル - クロスワードパズルや間違い探しなど。
- 星占い

ほか

## 主な購読者
- 日本の高等学校約4000校 - 4月号が全校生徒に配布されたり、各校の図書室に配架されたりしている。
- 図書館
- 教育機関（教育委員会）
- 塾及び予備校
- 個人購読している高校生 - 高校生以外も購読は可能である。